# Place des Émeutes-de-Stonewall
Place des Émeutes-de-Stonewall je náměstí v Paříži v historické čtvrti Marais.

## Poloha
Náměstí se rozkládá ve 4. obvodu od domu č. 7 na Square Sainte-Croix-de-la-Bretonnerie a končí jako slepá ulice.

## Historie
Náměstí (obdobně jako Place Harvey-Milk) bylo za účasti pařížské starostky Anne Hidalgové slavnostně pojmenováno dne 19. června 2019 na počest účastníků Stonewallských nepokojů, které se odehrály 28. června 1969 v New Yorku v podniku Stonewall Inn v Greenwich Village. Na náměstí se nachází pamětní deska Gilberta Bakera.